# Pirú: un viaje de oro
Pirú: un viaje de oro es una película de comedia dramática peruana del año 2023, dirigida y editada por Bismarck Rojas, en su debut como director, quién coescribió con Sara Rojas. El elenco está conformado por Emanuel Soriano, Andrés Salas y Mateo Castrejón en los roles protagónicos; y María Teresa Tello, Eliseo Arrieta, Pedro Olórtegui, Laura Adrianzén y Martín Martínez en los roles estelares. Se estrenó el 5 de octubre de 2023 en cines peruanos.

## Sinopsis
Alí (Emanuel Soriano) viaja con su mejor amigo José María (Andrés Salas) a las montañas del Perú por motivos de trabajo. Cerca de su destino, su coche pierde el control y choca en el campo con Hermelinda (María Teresa Tello), una anciana renegada que vive en el pueblo de Quri Suncu. Este encuentro casual entre los jóvenes y la gente del lugar inicia una relación que, aunque comienza con cierto rechazo, se convierte en amistad. El verdadero conflicto llega cuando Alí y José María descubren que el trabajo que han ido a realizar consiste en trasladar a sus nuevos amigos de sus casas para iniciar un nuevo proyecto minero.

## Elenco

### Protagonistas
- Emanuel Soriano como Alí.
- Andrés Salas como José María.
- Mateo Castrejón como Pirú.

### Reparto principal
- María Teresa Tello como Hermelinda.
- Pedro Olórtegui[7]
- Laura Adrianzén[7]
- Eliseo Arrieta[7]
- Martín Martínez[7]

## Producción
El rodaje tuvo una duración de 7 semanas iniciando el 14 de agosto de 2022, y finalizando el 19 de septiembre del mismo año en Cajamarca, departamento del Perú.

## Recepción
En su primer fin de semana en cartelera, la película alcanzó el cuarto puesto, atrayendo a 35.000 espectadores.Terminó su recorrido en salas con 92.352 espectadores, convirtiéndose en la octava película peruana más vista de 2023.

## Premios y nominaciones
| Año  | Premios                         | Categoría                       | Nominación a          | Resultado | Resultado        |
| ---- | ------------------------------- | ------------------------------- | --------------------- | --------- | ---------------- |
| 2023 | 10° Festival de Cine de Huánuco | «Mejor largometraje de ficción» | Piru: un viaje de oro | Ganadora  | [ 14 ]           |
| 2024 | Premios Luces                   | «Mejor película»                | Piru: un viaje de oro | Nominada  | [cita requerida] |
| 2024 | Premios Luces                   | «Mejor actor de cine»           | Emanuel Soriano       | Nominado  | [cita requerida] |